# Яккабазький гідровузол
Яккабазький гідровузол — гідротехнічна споруда в Узбекистані.
Річка Яккабагдар'я дренує північний схил Яккабазького хребта та одразу по виході на рівнину в межі Шахрисабзької оази розділяється на два рукави — Кизилдар'ю, що тече у північно-західному напрямку та у підсумку впадає до лівої притоки Кашкадар'ї — Танхизидар'ї, та Карабагдар'ю, що прямує в західному напрямку попід Яккабазьким хребтом та безпосередньо впадає ліворуч до Кашкадар'ї. У місці біфуркації у 1971 році спорудили Яккабазький гідровузол, який регулює перепуск води між руслами та до іригаційних систем.
Гідровузол складається із:
- зведеної в руслі Кизилдар'ї бетонної греблі з п'ятьма шлюзами загальною довжиною близько шести десятків метрів;
- розташованої ліворуч та під кутом попередньої греблі головної споруди лівобережної іригаційної системи, яка розрахована на пропуск 20 м3/с;
- вузол пропуску води до правобережного іригаційного каналу, що прямує правобережжям Кизилдар'ї та розрахований на пропуск 5 м3/с.
За пів кілометра вище за течією від Яккабазького гідровузла праворуч до Яккабагдар'ї може випускати додатковий ресурс канал Аксу — Яккабаг, що прямує від Аксуського гідровузла на іншому великому лівому притоці Кашкадар'ї.
Дещо менш ніж за кілометр від початку лівобережної іригаційної системи в її каналі розташована вододільна споруда, що ділить його на ліву та праву гілки. Ліва гілка є основою іригаційної системи  Яккабаг — Гузар і звивається між Яккабазьким хребтом та Карабагдар'єю, долаючи за допомогою дюкерів ліві притоки останньої. Права гілка невдовзі розгалужується на ще кілька водотоків, серед яких є русло Карабагдар'ї (на ньому нижче розташоване Карабазьке водосховище), канал Пахтакор (прямує до Нугайлійського водосховища) та інші канали (в їх системі працює Янгікурганське водосховище).